# 孔蒂赫
孔蒂赫（荷蘭語：Kontich，荷蘭語發音：[ˈkɔntɪx]）是比利时弗拉芒大區安特衛普省安特衛普區的一个市镇，通行荷蘭語，是弗拉芒社群的一部分，面积23.67平方千米，人口21,203人（2020年1月1日）。